# St. Leonhard (Lindau)

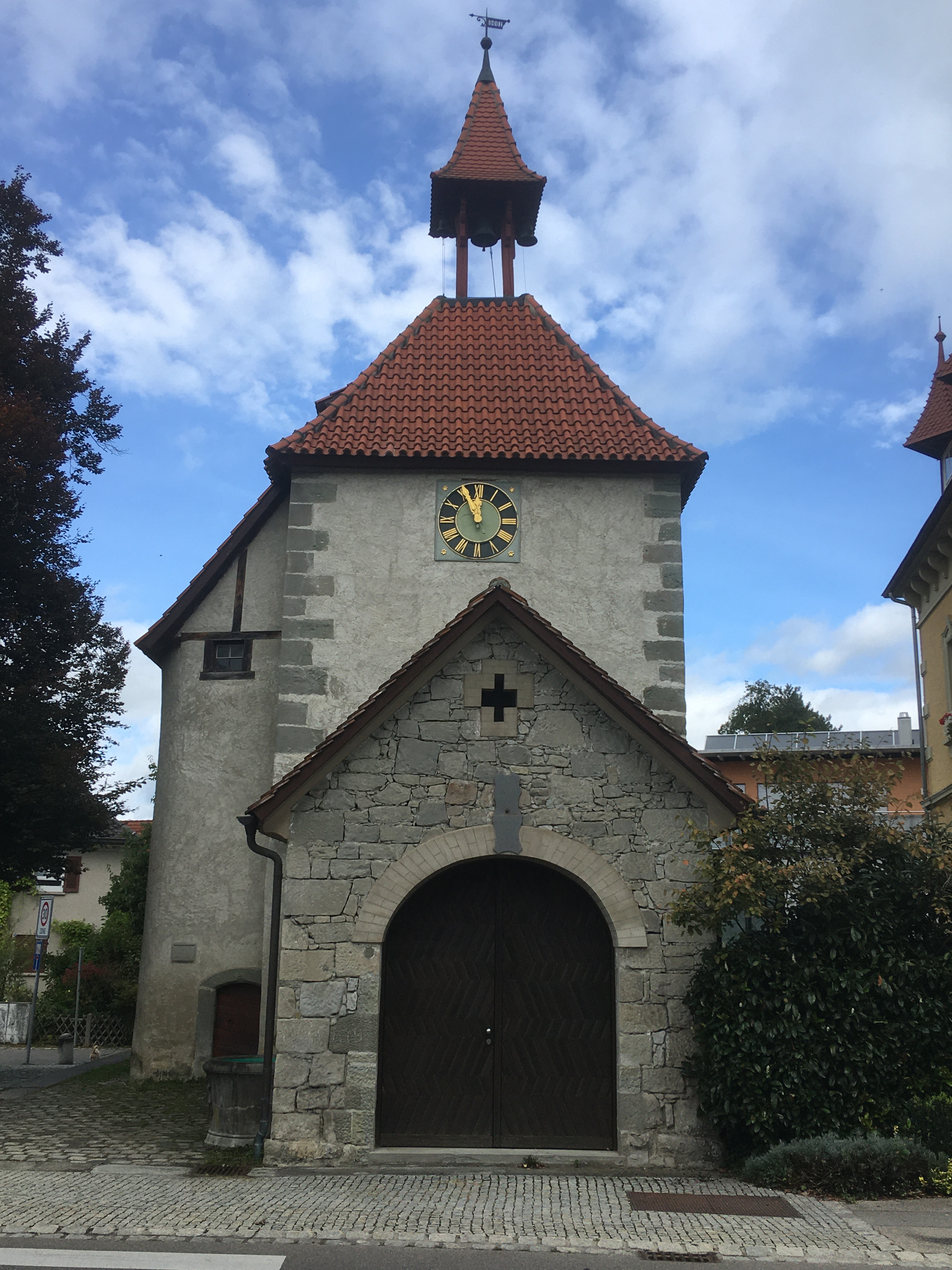
St. Leonhard

St. Leonhard ist eine ehemalige Kapelle im Lindauer Stadtteil Bad Schachen.

## Geschichte
Die Kapelle St. Leonhard wurde um das Jahr 1480 als Feldkapelle in Bad Schachen erbaut. Errichtet wurde sie aus rauen Bruchsteinen. Im Turm hingen drei Glocken, von denen zumindest die größte von der Lindauer Glockengießerfamilie Ernst geschaffen wurde. Mit der aufkommenden Reformation in Lindau im Jahr 1528 wurde die Kapelle profaniert und fortan bürgerlich genutzt. Das Kirchenschiff wurde 1828 durch ein Feuer zerstört. Die Pläne eines königlichen Stiftungsadministrators, den verbliebenen Turm abreißen zu lassen, wurden durch die Bauernschaft verhindert. Um das Jahr 1900 erhielt das Gebäude einen Anbau und wurde bis 1988 als Feuerwehrhaus genutzt. Seit 1995 wird die Kapelle von einem Förderverein verwaltet.